# Echte Fliegen
Die Echten Fliegen (Muscidae) sind eine Familie der Zweiflügler (Diptera) und gehören zur Unterordnung der Fliegen (Brachycera). Weltweit sind etwa 4.000 Arten beschrieben. Aus Europa sind etwa 600 Arten bekannt, von denen 500 in Mitteleuropa vorkommen.
Fossile Belege von Echten Fliegen sind nur aus dem Eozän und jüngeren geologischen Einheiten des Tertiärs bekannt, es wird aber vermutet, dass sie bereits im Perm gelebt haben.

## Merkmale
Die Fliegen erreichen eine Körperlänge von 2 bis 18 Millimetern und haben einen kräftigen Körperbau. Sie sind meist grau, stahlblau, grünlich, gelb oder rot gefärbt. Manche sehen den Schmeißfliegen (Calliphoridae) ähnlich. Ihre Fühler sind dreisegmentig, kurz und plump. Die Hypopleuren haben keine Borsten. Neben den Facettenaugen haben die Tiere auch drei Punktaugen (Ocelli). Ihre Mundwerkzeuge sind gut entwickelt und entweder zum Lecken oder zum Stechen ausgebildet.
Die Larven sind madenförmig.

## Lebensweise
Die Fliegen leben je nach Art sehr unterschiedlich. Es gibt parasitisch lebende Arten, die Blut saugen, Räuber, Blütenbesucher und solche, die an verschiedenen Flüssigkeiten wie z. B. an Kot saugen. Bei den Larven gibt es Saprophage oder Mycetophage, die sich von totem, organischem Material oder den darin wachsenden Pilzen ernähren, und Koprophage, die sich von Kot ernähren. Manche Arten leben phytophag, wie z. B. als Minierer in Pflanzen.
Die Larven leben überwiegend am Boden bzw. in ihrem bevorzugten Futter, es gibt aber auch einige Arten, bei denen sich die Larven im Wasser entwickeln.

## Entwicklung
Die Entwicklung der Larven erfolgt sehr schnell in bis zu acht Tagen. Die meisten europäischen Arten benötigen dafür aber zwei bis drei Wochen. Daraus ergeben sich ca. acht Generationen pro Jahr. Die Larven durchleben drei Larvenstadien.

## Feinde
Durch ihre hohe Reproduktionsrate ist die theoretische Anzahl an Nachkommen enorm hoch. Tatsächlich wird der überwiegende Teil der Tiere durch Fressfeinde und insbesondere durch Parasitoide, die sich auf sie spezialisiert haben, stark dezimiert.

## Fliegen als Krankheitsüberträger
Es gibt eine Reihe von Arten, die auf Grund ihrer Lebensweise genauso wie andere Fliegen verschiedene Krankheiten übertragen können. Dies kann z. B. die Bakterienruhr, Cholera, Hepatitis, Kinderlähmung, Milzbrand, Schlafkrankheit und Typhus sein. Diese Gefahren sind aber nur aus den tropischen und warmen Regionen der Erde bekannt.

## Innere Systematik
Zu den bedeutenderen Unterfamilien und Arten zählen:
- Atherigoninae

- Atherigona orientalis (Pfefferfruchtfliege, englisch pepper fruit fly)
- Atherigona reversura

- Azeliinae

- Stallfliege Muscina stabulans
- Braunschwarze Schmeißfliege (Thricops semicinereus)

- Coenosiinae

- Kleine Raubhausfliege Coenosia tigrina
- Limnophora obsignata

- Cyrtoneurininae
- Dichaetomyiinae
- Muscinae

- Wadenstecher Stomoxys calcitrans
- Herbstfliege Musca autumnalis
- Stubenfliege Musca domestica
- Australische Buschfliege Musca vetustissima
- Rinderfliege Mesembrina meridiana

- Mydaeinae

- Mydaea corni
- Gefleckte Hausfliege Graphomya maculata
- Hebecnema nigra

- Phaoniinae

- Phaonia pallida
- Phaonia trimaculata
- Phaonia valida
- Helina depuncta

- Reinwardtiinae

## Galerie

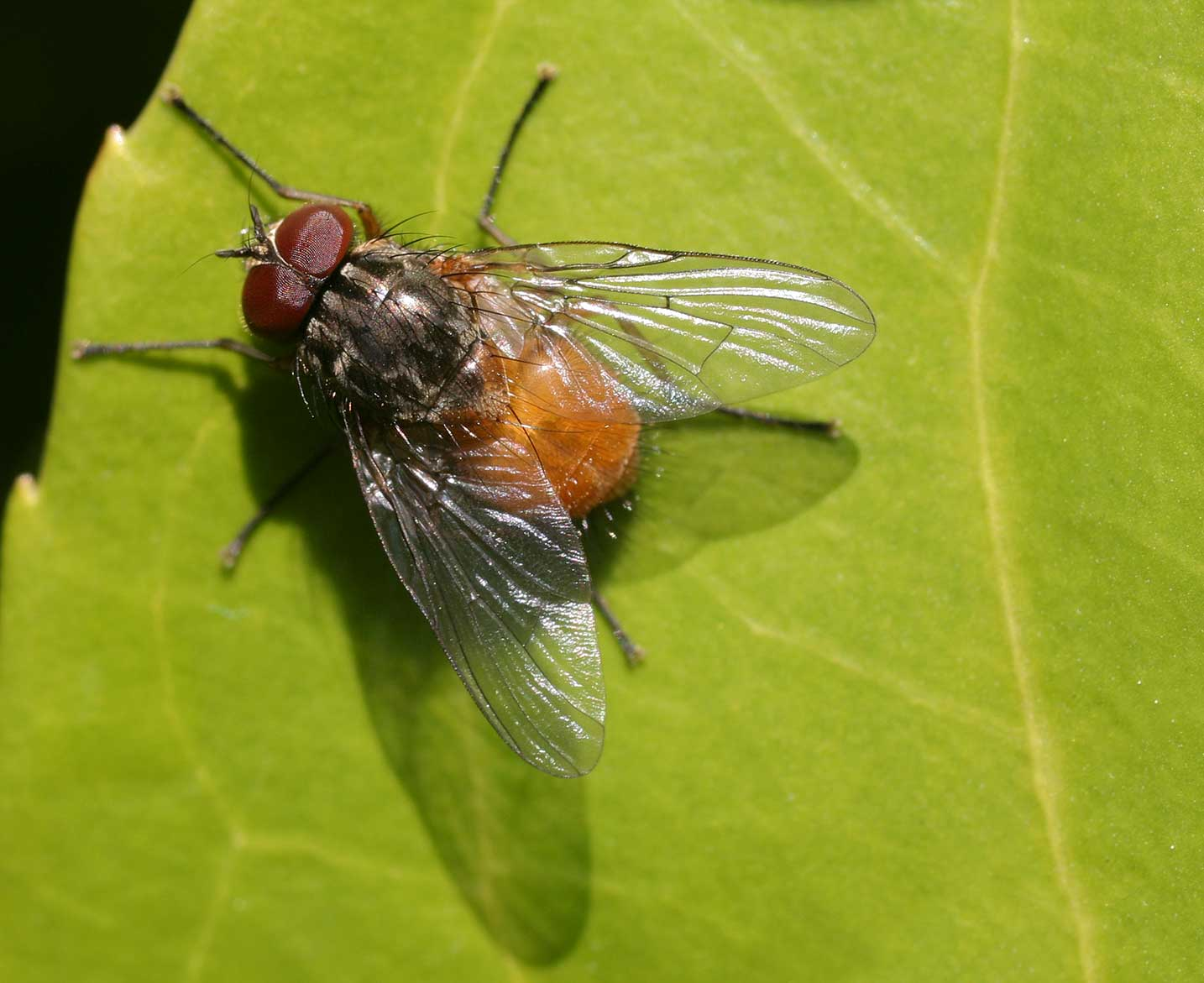
Phaonia subventa Männchen
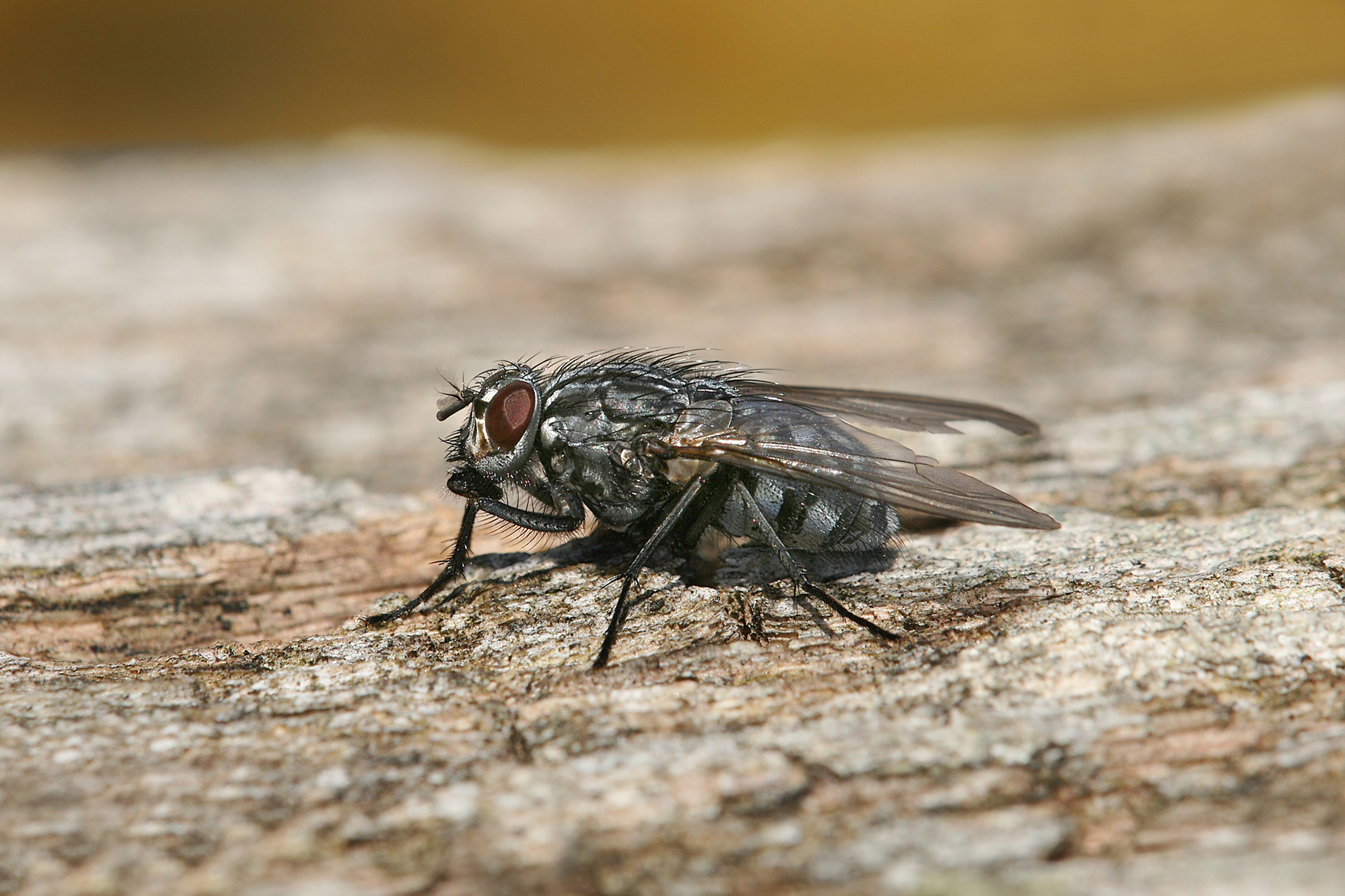
Grauschwarze Hausfliege (Polietes lardarius)
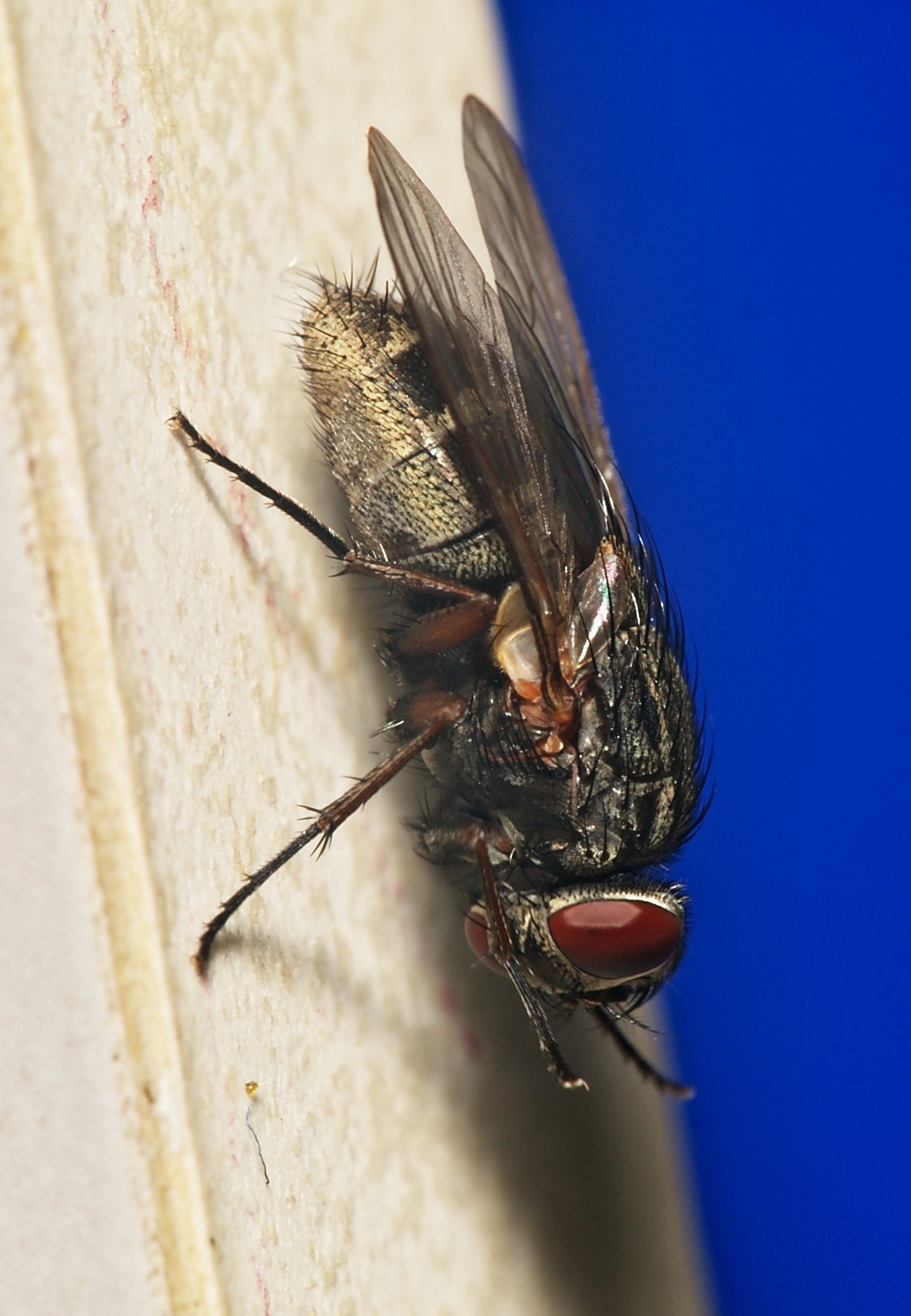
Stallfliege Muscina stabulans
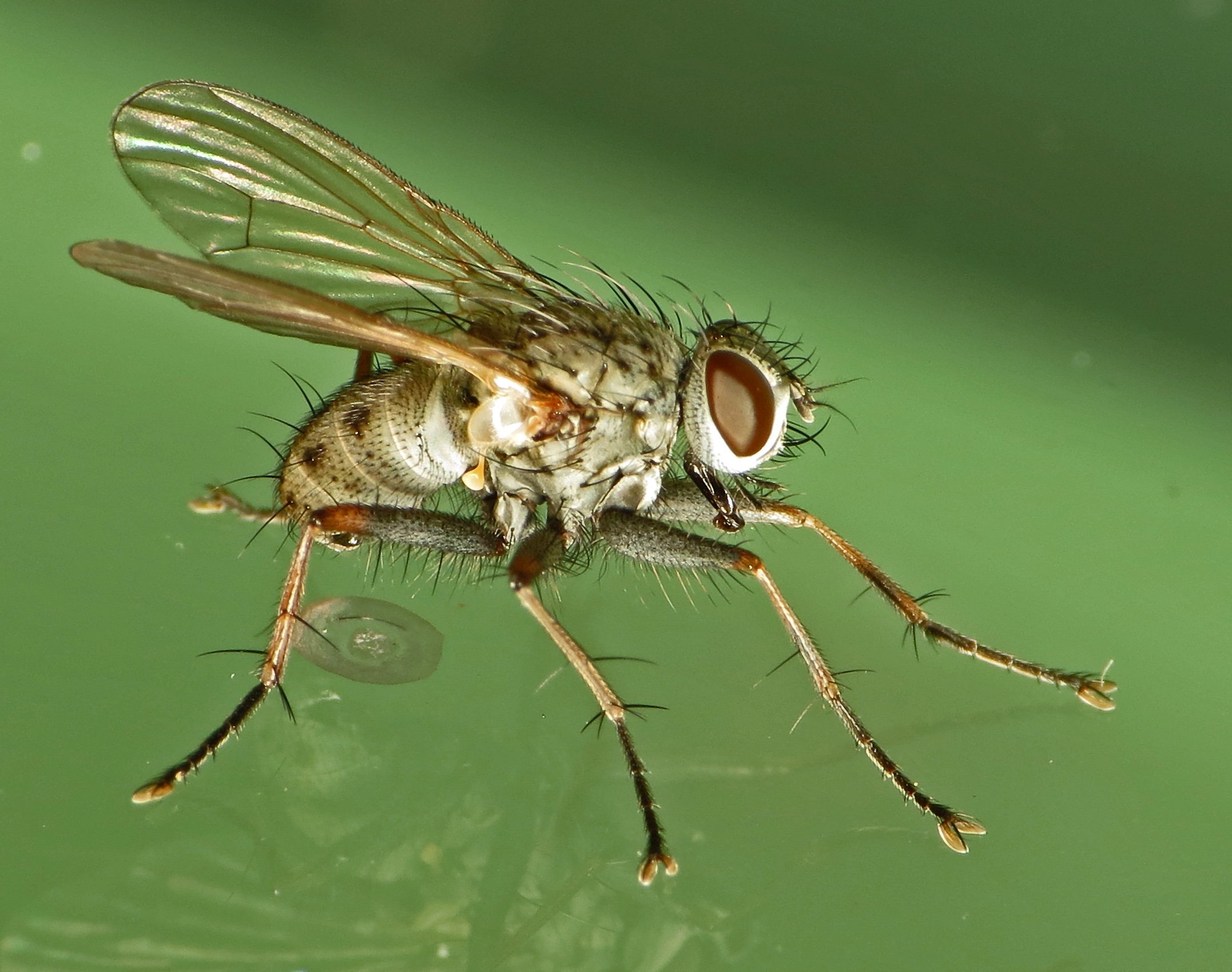
Coenosia tigrina
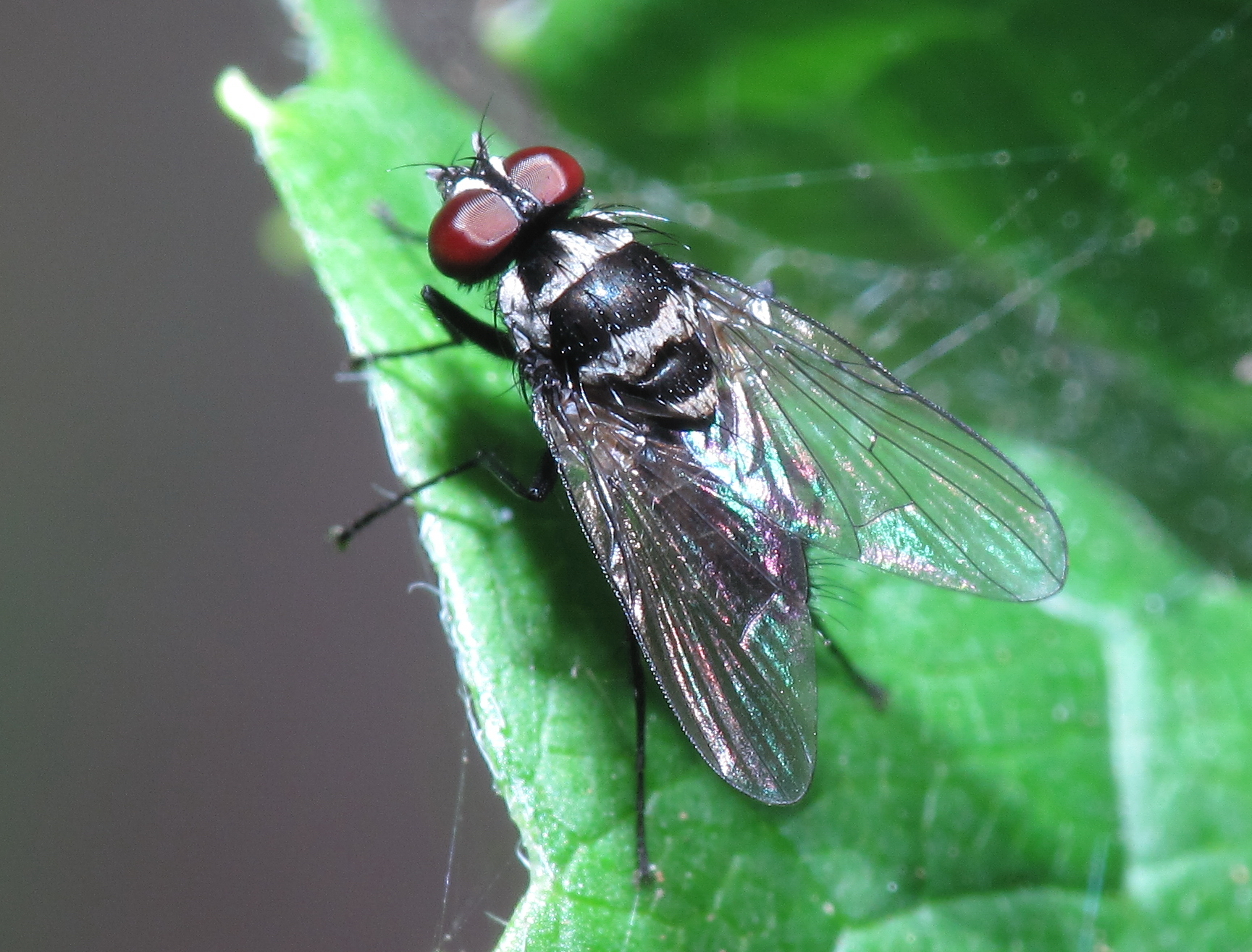
Limnophora obsignata
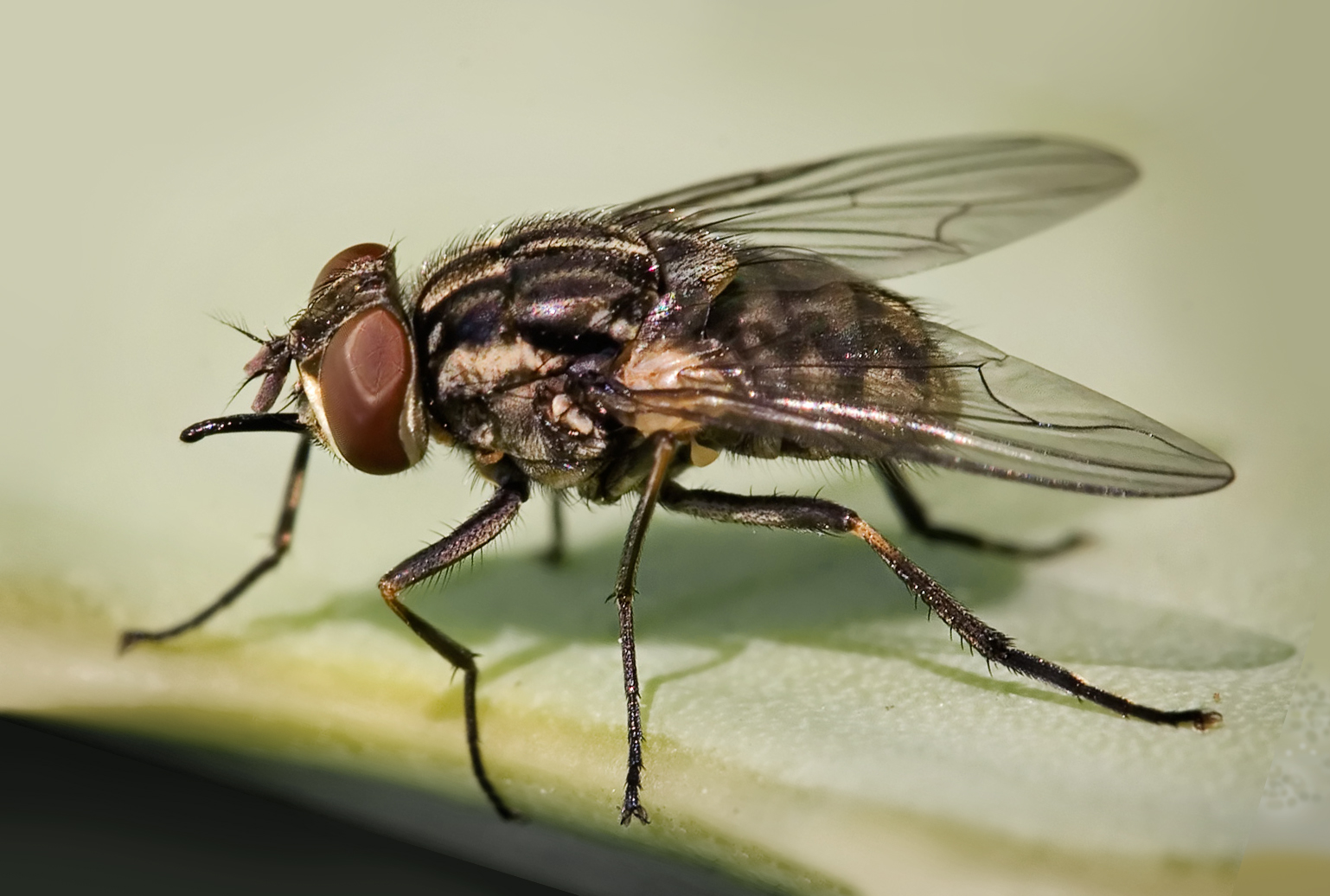
Wadenstecher (Stomoxys calcitrans)
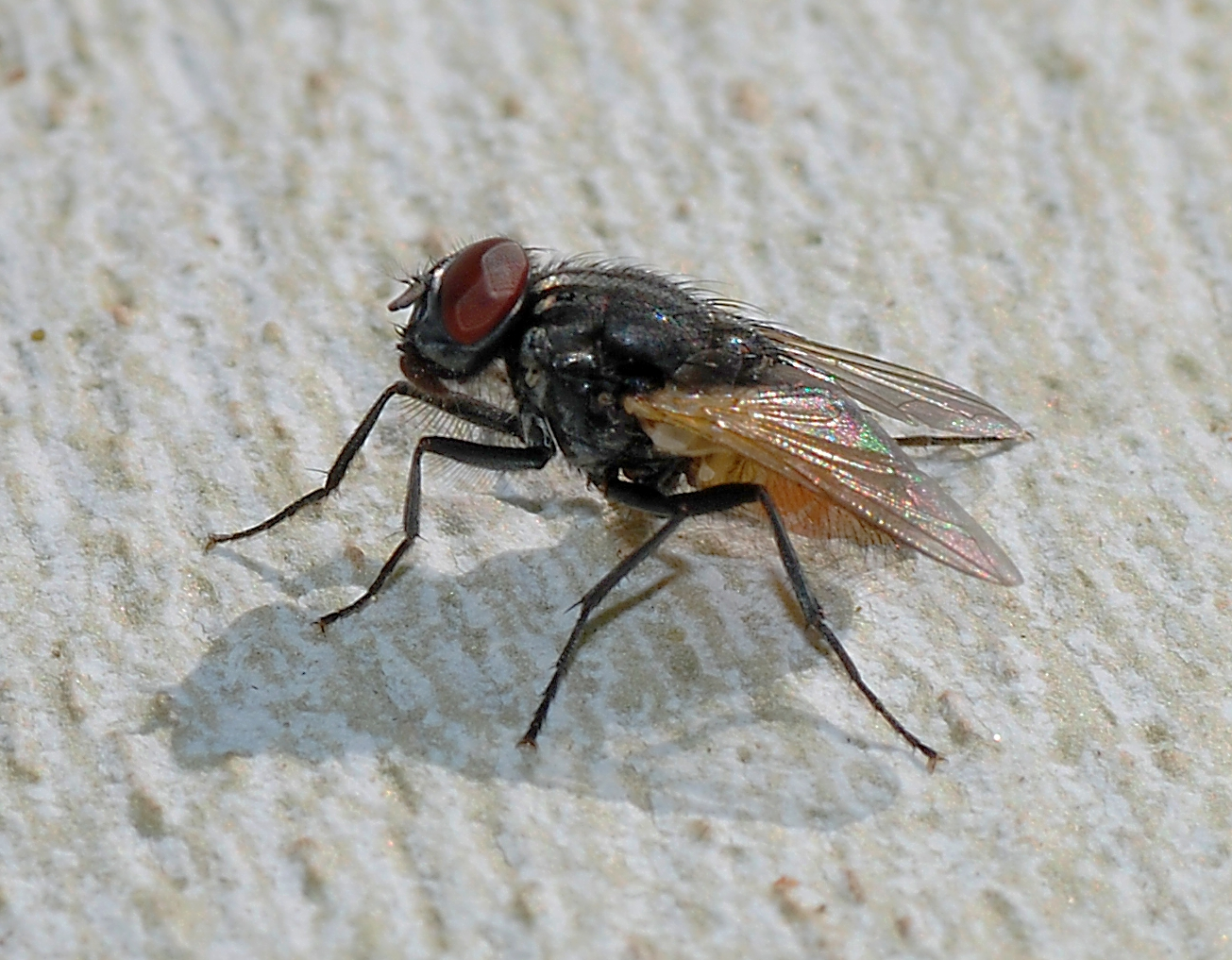
Stubenfliege (Musca domestica)
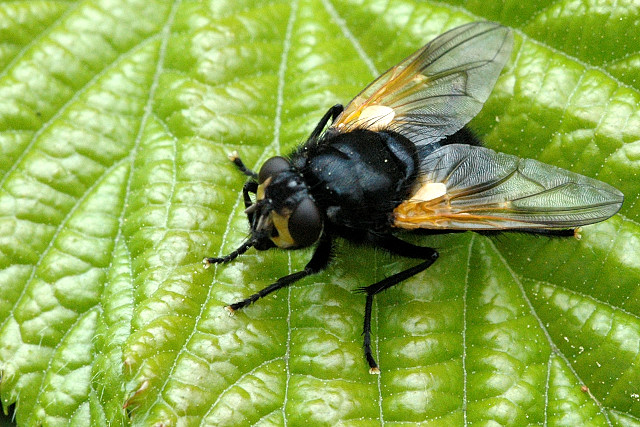
Mittagsfliege (Mesembrina meridiana)
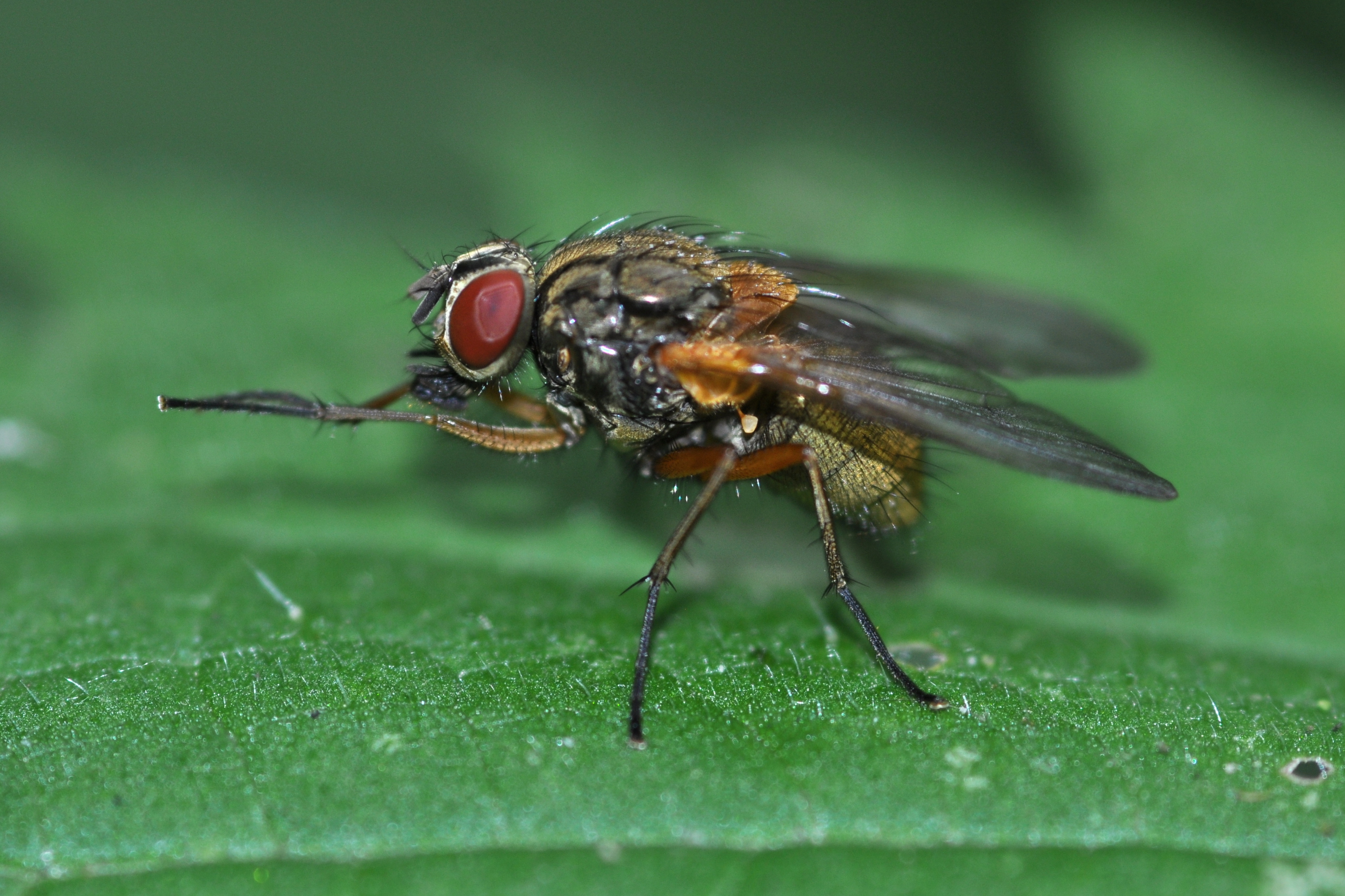
Mydaea corni
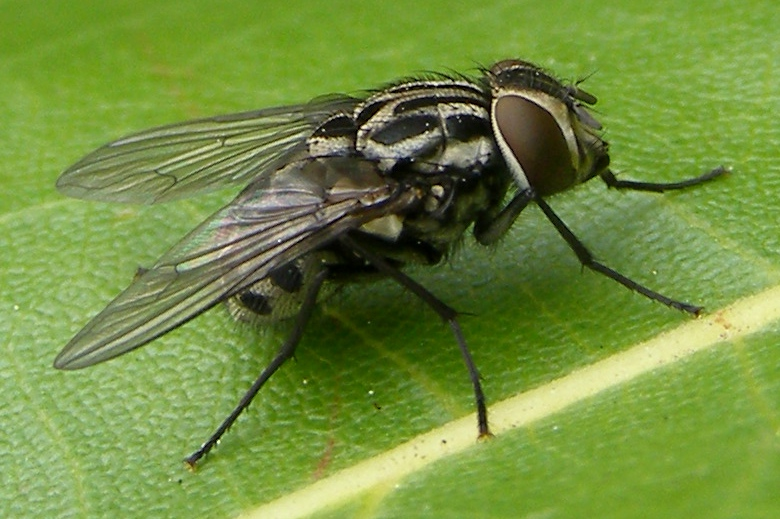
Gefleckte Hausfliege Graphomya maculata
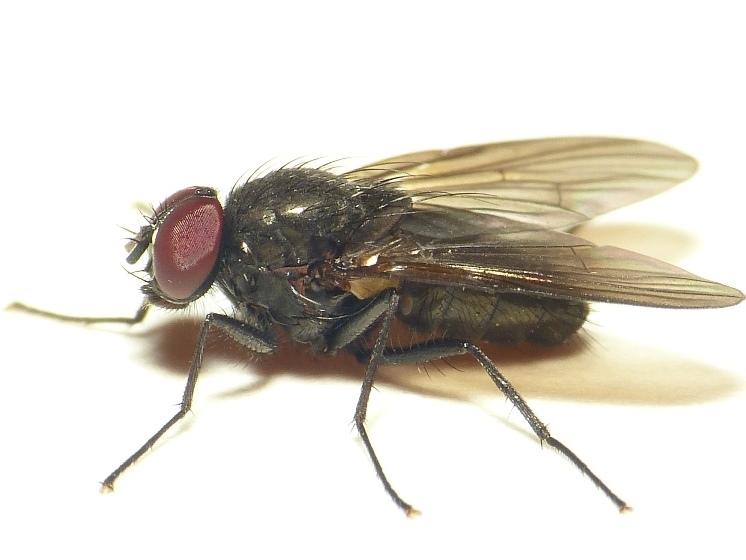
Hebecnema nigra
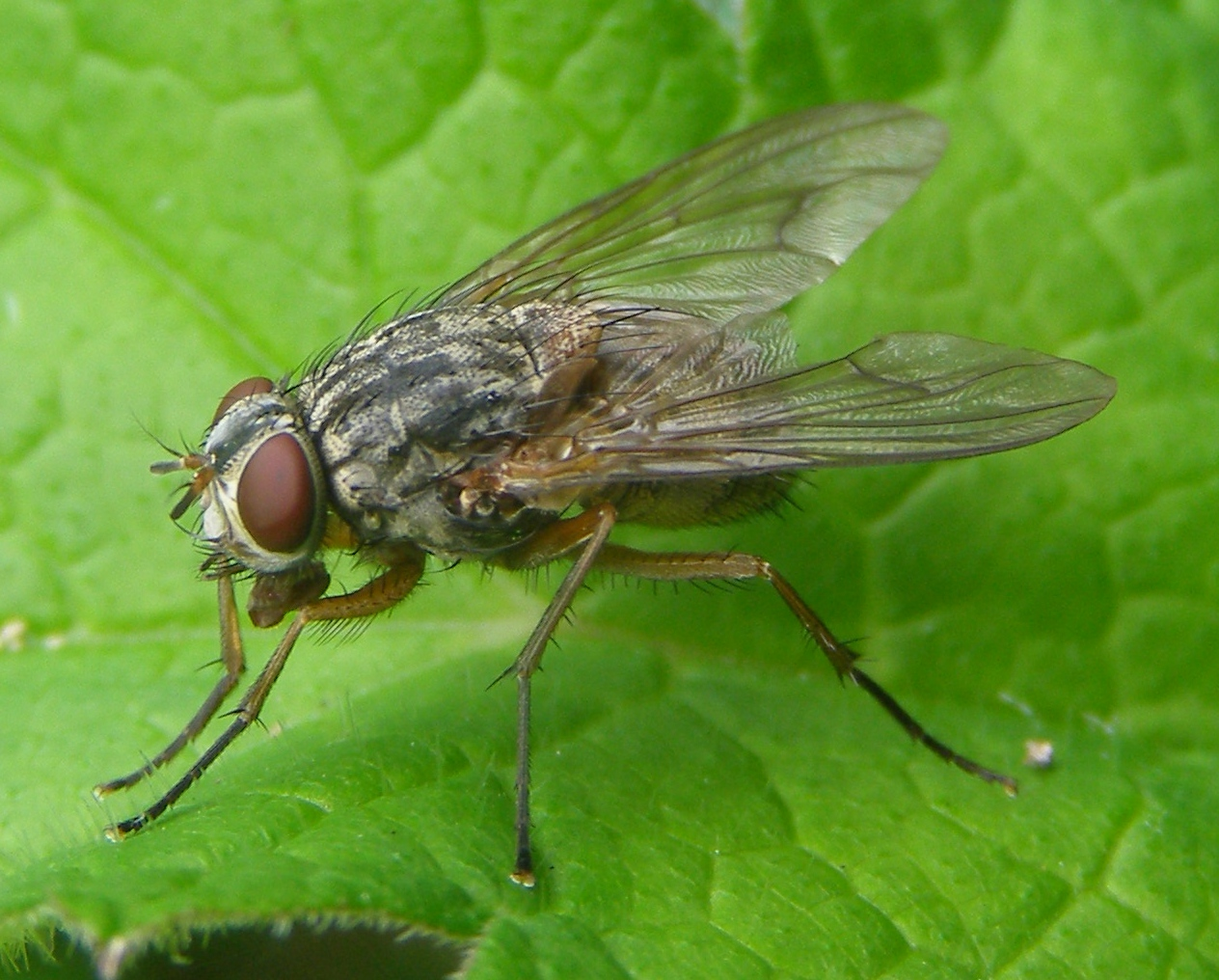
Phaonia valida
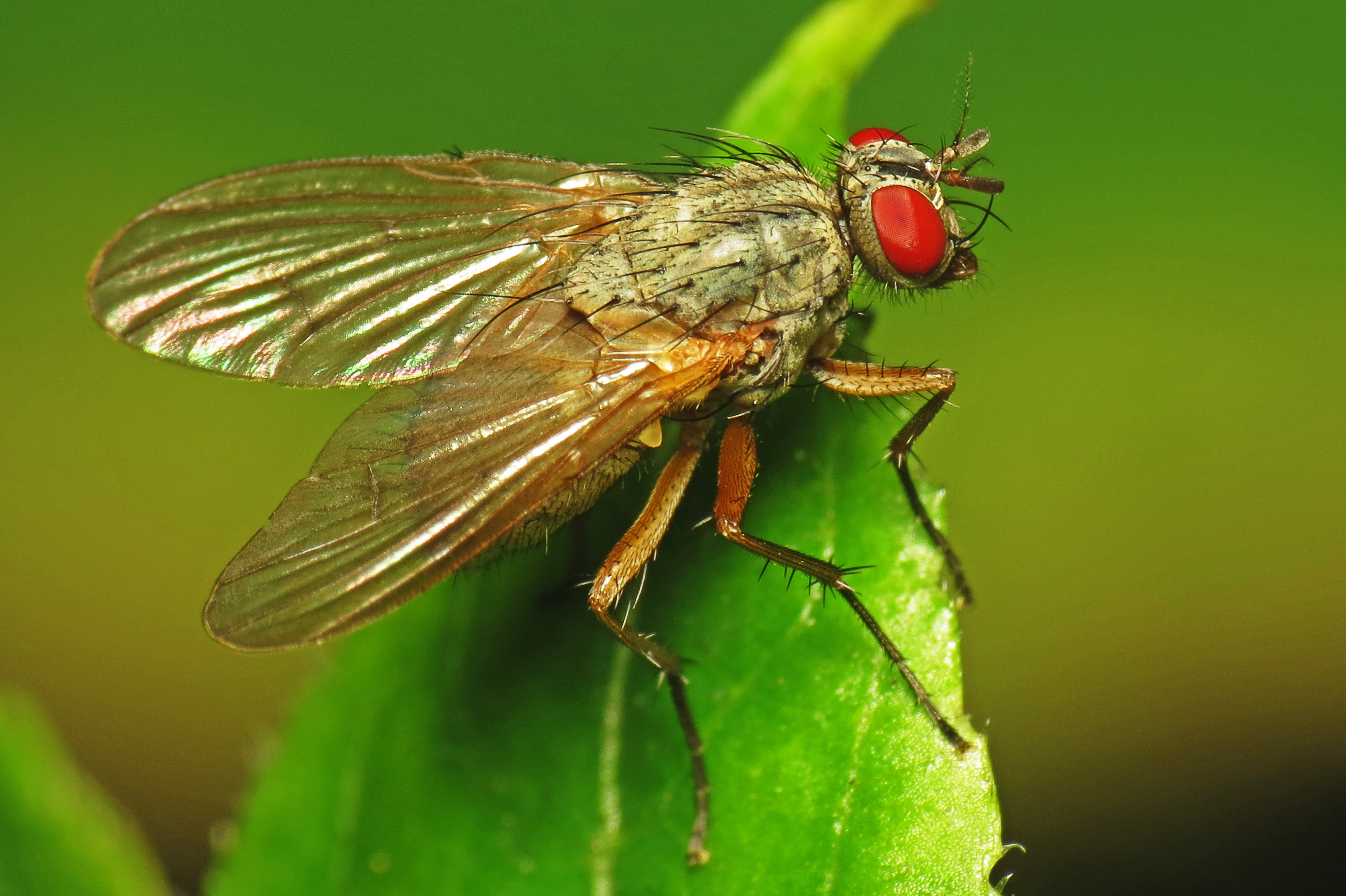
Helina depuncta